# Saladonus singularis
Saladonus singularis is een hooiwagen uit de familie Gonyleptidae.